# 番場仁美
番場 仁美（ばんば ひとみ、9月25日 - ）は、日本の舞台女優、声優。劇団ムーンライト所属。東京都出身。血液型はA型。

## 出演作品

### テレビアニメ
- きらりん☆レボリューション（江無山アナウンサー、レポーター、女子）

### ゲーム
- ワイルドアームズ クロスファイア（チェル）

### テレビドラマ
- 仮面ライダー剣 第24話
- 美少女戦士セーラームーン

### テレビ
- 行列のできる法律相談所
- ザ!世界仰天ニュース
- 報道プロジェクト

### 舞台
劇団ムーンライト
2004年
- ガジャボイ追想（文子）

2005年
- ノスタルジック・カフェ 1971・あの時君は（ゆうこ）
- ら抜きの殺意（遠部その子）

2006年
- もやしの唄（泉十子）

2007年
- はい、チーズ!（浅岡志緒理）
- ウェディングドレスに乾杯!（青梅風見）

2008年
- 翼（泰子）
- また逢う日まで（武田京子）

2009年
- 闇に咲く花（久松加代）
- うちのダリアの咲いた日に（森田由紀）

2010年
- WALK（井坂夢子）